# Universal Music Group
Die Universal Music Group (UMG) ist das größte der drei Major-Label neben Sony Music und der Warner Music Group. Sie hat den weltweit größten Anteil am Musikmarkt mit knapp 32 % im Jahre 2019. Das Geschäft teilt sich in vier Bereiche auf: Recorded Music, Music Publishing und Artist Services sowie Merchandising.
Der Sitz befindet sich in Hilversum, das operative Geschäft wird jedoch aus Santa Monica, Kalifornien gesteuert.

## Geschichte
Die Ursprünge des Unternehmens gehen auf die Gründung der amerikanischen Niederlassung von Decca Records im September 1934 zurück und sein Name und Firmenlogo gehen auf Carl Laemmles Universal Pictures zurück. Obwohl das Filmstudio und das Musikgeschäft eine gemeinsame Geschichte haben, ist ersteres heute Teil von Comcast und letzteres eine unabhängige kommerzielle Einheit.
Kern der UMG war die Music Corporation of America (MCA), die 1995 durch Seagram erworben wurde (und nach dem Kauf in Anlehnung an das Filmstudio Universal Pictures, auf dessen Gelände MCA lange tätig war, in Universal umfirmierte); 1998 erfolgte der Zukauf von PolyGram. Seagram verkaufte im Jahr 2000 seine Medienaktivitäten an den französischen Vivendi-Konzern. Im Jahr 2004 spaltete Vivendi Universal, Universal Music aufgrund einer hohen Schuldenlast ab, wobei Universal Music eine Abteilung des Vivendi-Konzerns wurde.
Im Jahr 2020 stieg ein Konsortium um den chinesischen Internetkonzern Tencent mit 10 % bei der UMG ein; weitere 10 % wurden im Januar 2021 erworben. Ende März 2021 beschloss eine außerordentliche Hauptversammlung von Vivendi die Abspaltung der Universal Music Group, in deren Folge bis Ende 2021 somit 60 % der Aktien der UMG an die Aktionäre abgegeben und an der Börse in Amsterdam notiert werden sollen. Vivendi will weiterhin einen Anteil von 20 % halten, die restlichen 20 % verbleiben bei dem chinesischen Partner Tencent.
Der Börsengang an der Euronext Amsterdam als Universal Music Group N. V. mit rechtlichem Sitz in Hilversum erfolgte am 21. September 2021.

## Angeschlossene Plattenlabels
Im November 2011 kaufte Universal Music das Label EMI Music für 1,9 Milliarden Euro. Zu Universal Music gehören neben der EMI Group, zu der auch das Plattenlabel Virgin Records gehört, die Tonträgerunternehmen Capitol Records, Chapter ONE, Motown Record Company, Verve Music Group, Mercury Nashville, Interscope Records, Island Def Jam Records, Republic Records, Polydor, Urban, Koch International und Deutsche Grammophon.
In der Universal Music Group sind zudem zahlreiche wichtige Musikverlage des klassischen Bereichs aufgegangen. Dazu gehören Casa Ricordi, Editio Musica Budapest, Durand-Salabert-Eschig (Paris) sowie die Programme der Verlage Otto Junne (Leipzig), Robert Forberg (Leipzig/Bonn) und anderer.

## Musiker (Auswahl)
Die Universal Music Group verfügt über die Verwertungsrechte der Werke vieler Musiker, darunter:
- ABBA
- A-ha
- Alle Achtung
- Anitta
- Avicii
- Louis Armstrong
- Count Basie
- The Beatles
- Chuck Berry
- Jeanette Biedermann
- Blackpink
- Bon Jovi
- The BossHoss
- BoyWithUke
- BTS
- James Brown
- Capital Bra
- Mariah Carey
- The Carpenters
- Johnny Cash
- Yvonne Catterfeld
- Eric Clapton
- John Coltrane
- Sarah Connor
- Cro
- Prince Damien
- Jordan Davis
- Dire Straits
- DJ Herzbeat
- Billie Eilish
- Eminem
- Sarah Engels
- Helene Fischer
- Ella Fitzgerald
- Serge Gainsbourg
- Marvin Gaye
- Ariana Grande
- Guns N’ Roses
- Haftbefehl
- Johnny Hallyday
- Jimi Hendrix
- Stefanie Heinzmann
- Billie Holiday
- Buddy Holly
- Ich + Ich
- The Jackson Five
- The Jam
- Elton John
- Mia Julia
- Herbert von Karajan
- Kiss
- Kontra K
- Lady Gaga
- Zara Larsson
- Lil Lano
- Luciano
- Lynyrd Skynyrd
- The Mamas and the Papas
- Marcus & Martinus
- Bob Marley
- Lena Meyer-Landrut
- Mia
- Mois (UMG Italien)
- Adel Tawil
- Muddy Waters
- Nirvana
- Noizy
- Luciano Pavarotti
- Tom Petty
- Edith Piaf
- The Police
- Prince
- Ramon Roselly
- Rammstein
- The Rolling Stones
- Saltatio Mortis
- Sido
- Silbermond
- Status Quo
- Cat Stevens
- Rod Stewart
- Sun Diego
- The Supremes
- Taylor Swift
- Tokio Hotel
- Unheilig
- Andrew Lloyd Webber
- Barry White
- The Who
- Hank Williams
- Robbie Williams

## Universal Music Deutschland

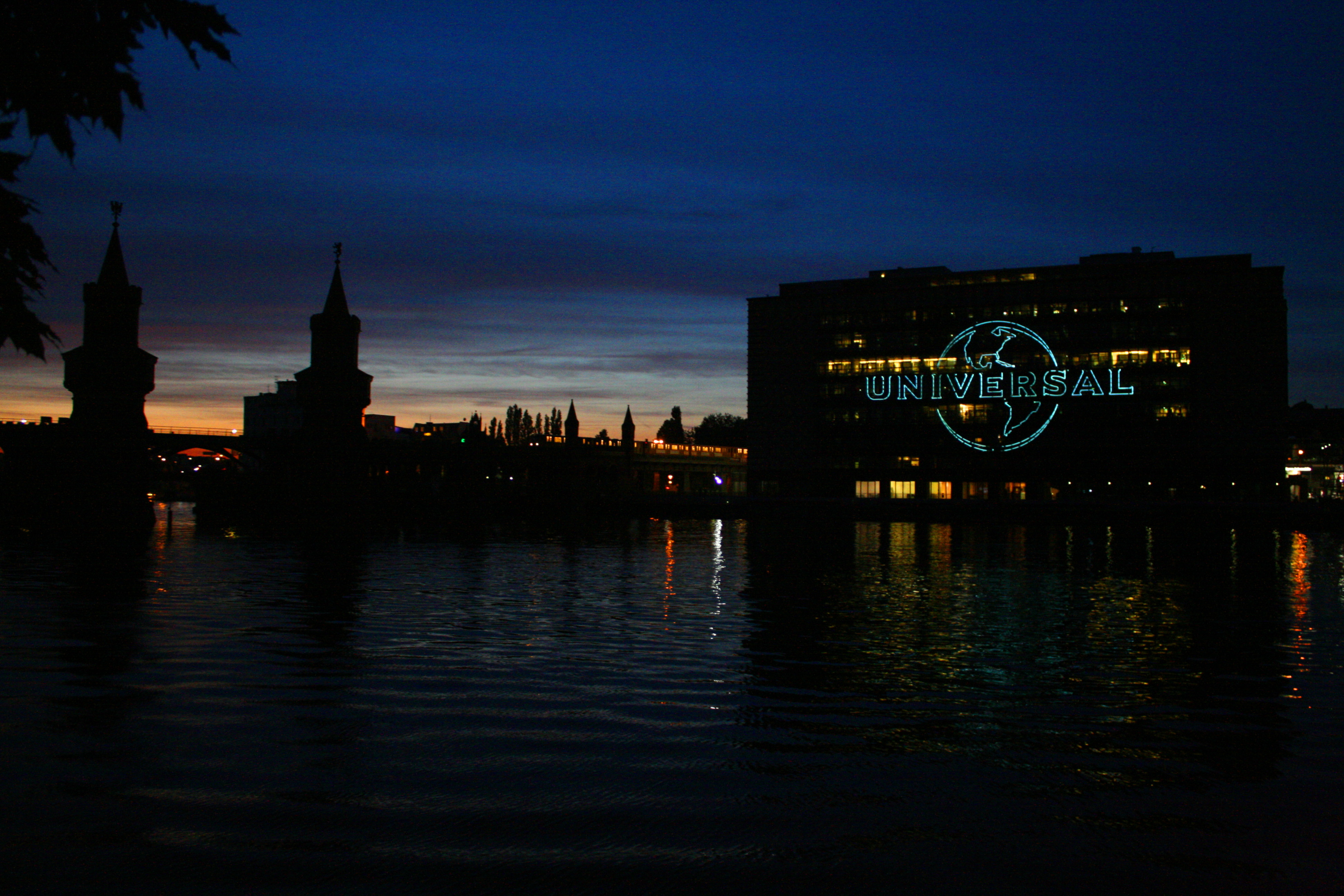
Universal Music in Berlin an der Spree rechts im Bild – vor dem Auszug im Eierkühlhaus im Februar 2024, links die Oberbaumbrücke

Universal Music GmbH, die deutsche Tochter der Universal Music Group, verlegte 2002 ihren Deutschland-Sitz von Hamburg nach Berlin-Friedrichshain ins Eierkühlhaus. Im Februar 2024 zog das Unternehmen aus dem Eierkühlhaus in ein Bürogebäude wenige Gehminuten entfernt. Der Geschäftsführer der Universal Music GmbH ist seit 1. Juli 2004 Frank Briegmann. Sein Vorgänger, Tim Renner, hatte das Unternehmen Anfang 2004 verlassen. Frank Briegmann ist seit dem 15. Juni 2010 nicht nur Geschäftsführer von Universal Music Deutschland, sondern auch Präsident von Universal Music Österreich, Universal Music Schweiz, den nordischen Ländern und Osteuropa sowie der Deutschen Grammophon. Universal Music Deutschland übernahm im November 2007 die Mehrheit der Berliner Merchandise-Firma Bravado Merchandise GmbH.

## Gründungsbeteiligung am Bachelor-Studiengang Musikbusiness
Die deutsche Niederlassung in Berlin war 2003 Gründungsgesellschafter der Popakademie Baden-Württemberg. Ziel des Engagements ist die fundierte Ausbildung des zukünftigen Managementnachwuchses im Rahmen des Bachelor-Studiengangs Musikbusiness.

## Kunst auf dem Universal Music-Gelände
Das Kunstwerk "13. 4. 1981"/Polizeigitter von Olaf Metzel, das 1987/88 im Rahmen der 750-Jahr-Feier und der Kulturhauptstadt Europas 1988 als Teil des Skulpturenboulevards in der Westberliner City an der Ecke Joachimstaler Platz/Kurfürstendamm aufgestellt worden war, wurde am alten Standort entfernt und kam für einige Jahre ins Depot. Im November 2001 wurde es neben dem Eierkühlhaus in der Stralauer Allee, in das kurze Zeit später Universal Music zog, wieder aufgebaut. Inzwischen steht es auf dem EUREF-Gelände.